# Dress the Dead
Dress the Dead est un groupe américain de hard rock, originaire d'Oakland, en Californie.

## Histoire
Dress the Dead est formé en 2016 et se produit en concert depuis la fin de cette même année - d'abord avec le chanteur Peter Dolving (du groupe suédois The Haunted) entre 2016 et mars 2017, puis avec Kayla Dixon à la tête du groupe depuis 2018, et enfin avec comme second guitariste Mike Rowan, qui rejoint le line-up en 2019.
En janvier 2021,  Dress the Dead sort leur single Knives Out. En mai 2021, il sort deux nouveaux morceaux, There Goes the Sun et Promises and Kisses. Le groupe avait passé quelques jours aux Sharkbite Studios d'Oakland avec le producteur Zack Ohren pour enregistrer la batterie de huit de ses nouvelles chansons et en terminer trois. En 2023, le groupe sort son premier EP de 5 morceaux, intitulé Aether,.
Le groupe a joué dans des festivals internationaux tels que l'Alcatraz Metal Festival en 2022.

## Discographie
- 2021 : Wailing Wall (single)
- 2021 : Circus Fleas (single)
- 2021 : There Goes the Sun (single)
- 2021 : Red Handed (single)
- 2021 : Promises and Kisses (single)
- 2021 : You Only Get Off When I Cry (single)
- 2021 : 1969 (single)
- 2022 : Painless Injection (single)
- 2023 : Aether (EP)